# Torinska stolnica
Torinska stolnica ali Stolnica svetega Janeza Krstnika (italijansko: Duomo di Torino, Cattedrale di San Giovanni Battista) je rimskokatoliška stolnica v Torinu, v severni Italiji. Posvečena je sv. Janezu Krstniku in je sedež nadškofije Torino.
Zgrajena je bila med 1491-98 in je v bližini starejšega zvonika iz leta 1470. Guarino Guarini je oblikoval kapelo svetega prta – kraj hrambe Torinskega prta), struktura je bila dodana v 1668-94.

## Zgodovina

### Lombardska cerkev
Sedanja stolnica se nahaja v eni najbogatejših točk zgodovinskega mesta Torino, le nekaj korakov od arheološkega območja in skoraj v bližini rimskega gledališča, starodavne Julia Augusta Taurinorum. Sveto območje je bilo v antičnih časih sestavljeno iz treh zgodnjih krščanskih cerkva, verjetno zgrajenih na podlagi že obstoječega poganskega templja ali javnih zgradb, posvečene sv. Salvatoreju, sv. Mariji in seveda sv. Janezu Krstniku. Posvetitev Krstniku je mogoče izslediti nazaj do Langobardov ali natančno Agilulfa (kralj 591-615), čigar žena, Teodelinda, je razglasila za zavetnika Janeza krstnika ..

### Renesančna rekonstrukcija
Tri glavne cerkve v mestu so porušili med letoma 1490 in 1492; campanile ali zvonik je bil že zgrajen in končan leta 1469, naročilo škofa Giovanni di Compeysa in posvečen sv. Andreju, in še vedno viden zraven stolnice s svojimi 60 metri višine.
22. julija 1491 je savojski regent, vdova Karla I., Bianca di Monferrato, položila temeljni kamen za izgradnjo kupole, prej posvečene sv. Janezu: gradnja, močno zaželena od vojvode in škofa Domenica della Rovere, je bila zaupana mojstru Amedeo de Francisco da Settignano, imenovan tudi Meo del Caprino, ki je delal na njej vse do svoje smrti leta 1501. Kupola je bila končana leta 1505. 21. september tega leta je bila posvečena s slovesno maso, ki jo je vodil nadškof Baldassarre Bernezzo, kot novi škof mesta.
Če je bila realizacija strukture zaupana Caprinoju, ni jasno, kdo je poskrbel za projekt. Nekateri menijo, da je bil Baccio Pontelli, ki je delal tudi za papeža Siksta IV., drugi da je tudi projekt delo istega Caprinoja. 
Leta 1515 je papež Leon X., sorodnik škofa, je cerkev povišal v metropolitansko središče

### Širitev sedemnajstega stoletja
Projekt za širitev stolnice, s ciljem ustvarjanja primernega okolja za ohranitev prta sega v leto 1649, ko je Bernardino Quadri, po nesoglasju  Borominijem na gradbišču bazilike svetega Janeza v Lateranu, prispel v Torinu na dvor Karla Emanuela II. Savojskega.
Ideja je temeljila na popravku prejšnje zasnove Carla di Castellamonteja, ki je določil ovalno kapelo za stavbo kora s kupolo, ki bi  po višini in velikosti presegala stolnico.
Leta 1667 je bil imenovan za prevzem dela Guarino Guarini, ki je od leta 1666 že aktivno delal na kraljevi cerkvi sv. Lovrenca, nedaleč od stolnice. Kupola, ki so jo delali osemindvajset let, je bila končana leta 1694, pod pokroviteljstvom Marie Jeanne Savojske, vdove Karla Emmanuela II.. Navdušuje z eleganco strukture, od spodnjega temnega dela, pa vse do zapletene konstrukcije proti vrhu.
Na ukaz kralja Karla Albert je bila stolnica dodatno okrašena s kopijo tabelne slike Zadnje večerje Leonarda da Vincija. Izdelal jo je Luigi Cagna leta 1835 in je bila nameščena na nasprotno stan fasade. 
Zunanji zvonik, posvečen sv. Andreju je posledica številnih sprememb iz leta 1720, ki so bile zaupane vodilnemu arhitektu Amedea II., Filippu Juvarri. Povišal ga je za 12 metrov, v baročnem slogu, tako da je zdaj visok 60 metrov.

### Stolnica danes
Dragocen Torinski prt je bil močno poškodovan v noči med 11. in 12. aprilom 1997, ko je požar uničil velik del Guarinijeve kapele. Relikvija je bila ohranjena zahvaljujoč delu gasilcev. Po požaru je cerkev doživela obnovo fasade in notranjost pod nadzorom arhitekta Maurizia Moma. Hkrati je bilo izdelano novo zavito svetišče, kjer je Torinski prt nameščen v kontrolirani atmosferi. Pod glavno cerkvijo je bila obnovljena preprosta podzemna cerkev enake velikosti, kjer se nahaja Škofijski muzej.

## Grobnice
- Giovanni "Gianni" Agnelli, član družine Agnelli, ki so lastniki Fiata
- Andrea Pininfarina, inženir in oblikovalec
- Luciana Frassati Gawronska, pisateljica in antofašistična aktivistka
- Blaženi Pier Giorgio Frassati

Ker je bil Torino glavno mesto Kraljevine Savoje, je stolnica ena od dveh, v katerih so pokopani člani kraljeve družine, druga pa Bazilika Superga na obrobju mesta.

## Galerija
- Glavna ladja. Za oltarjem je slika, ki posnema prvoten izgled kapele sv. Prta z oltarjem Bertola. Obe deli sta bili močno poškodovani v požaru leta 1997 in so še vedno v obnovi
- Notranjost Guarinijeve kapele
- Sveti prt
- Cappella dei Santi Crispino e Crispiniano. Poliptih družbe čevljarjev (1498-1504), Giovanni Martino Spanzotti in Defendente Ferrari
- Giovanna d'Orlier de la Balme - grobnica. Na vrhu manjka grb družine, ki so ga uničili francoski vojaki v času Napoleonove okupacije
- Orgle Vegezzi-Bossi
- Zvonik